# Секретарь Высшего народного комитета
Генеральный Секретарь Высшего народного комитета — (أمين للجنة الشعبية العامة) глава высшего коллегиального органа исполнительной власти Ливийской Джамахирии (аналог премьер-министра). В 1977-1979 гг. должность именовалась «Председатель (رئيس) Высшего народного комитета».

## Председатели / Секретари ВНК
| 1. Абдул Ати аль-Обейди (2 марта 1977 — 2 марта 1979) 2. Джадалла Аззуз ат-Тальхи (2 марта 1979 — 16 января 1984) 3. Мухаммад аз-Зарук Раджаб (16 февраля 1984 — 3 марта 1986) 4. Джадалла Аззуз ат-Тальхи (3 марта 1986 — 1 марта 1987) 5. Омар Мустафа аль-Мунтазир (1 марта 1987 — 7 октября 1990) 6. Абузид Омар Дорда (7 октября 1990 — 29 января 1994) 7. Абдул Маджид аль-Кауд (29 января 1994 — 29 декабря 1997) 8. Мухаммад Ахмад аль-Мангус (29 декабря 1997 — 1 марта 2000) 9. Мубарак Абдалла аль-Шамех (1 марта 2000 — 14 июня 2003) 10. Шукри Мухаммад Ганем (14 июня 2003 — 5 марта 2006) 11. аль-Багдади Али аль-Махмуди (5 марта 2006 — 23 августа 2011) 12. Али Мохамед Эль Ахвел[уточнить] (с 24 сентября 2011 - 2011) |